# Урадел
Uradel (немачки: древно племство; придев uradelig ор uradlig) је генеалошки термин уведен у Немачкој крајем 18. века да би се разликовале оне породице чији се племићки статус може пратити до 14. века или раније. Реч је супротна Брифаделу, термину који се користи за титуле племства створене у раном модерном периоду или модерној историји. Пошто су најранија позната таква писма издата у 14. веку, оне витешке породице у северноевропском племству чији је племићки ранг претходио овим, називају се Uradel.
Урадел и Бриефадел се генерално даље деле на категорије са својим ранговима породичних титула: adli (без наслова племства), freiherrlich (баронски), gräflich (комитал), fürstlich (кнежевске) и herzoglich (војводске) куће. Последња два се такође називају Hochadel (високо племство).Прва употреба речи Uradel за означавање најстаријег племства датира из 1788. године и оно је добило данашње значење најкасније 1800. Термин Uradel је званично користио од 19. века Краљевски пруски гласник ( königlich-preußische Heroldsamt). Термин се налази у Almanach de Gotha из 1907. године, у којем се примењује на све особе и породице за које се зна да су биле „племените“ или „витешке“ пре 1400. године. Наредне публикације на немачком језику Genealogisches Handbuch des Adels (ГХдА) и од 2015. Gothaisches Genealogisches Handbuch наставља да прави разлику између Uradel и Briefadel породице.